# 地獄の館
『地獄の館』（じごくのやかた、英語：House of Hell）はイギリスのゲームブック。著者はスティーブ・ジャクソン。
『ファイティング・ファンタジー』シリーズ第10巻。原書は1984年にパフィンブックスより刊行され、2002年にウィザードブックスより再刊された。 

## 概要
何も知らずに悪魔崇拝者の支配する館に踏み入ってしまった一般人の恐怖体験を描いた作品。もともとはイギリス版『ウォーロック』に掲載された短編で、単行本化に伴い加筆修正された。発売時には『さまよえる宇宙船』に続く非ファンタジー作品第2弾として話題を呼んだ。
基本的なゲームシステムについてはファイティング・ファンタジー#システムを参照。
本作品は主人公が非常に死にやすい「オーバーキル」である。ただし怪物が強すぎるためではない。一般人である主人公は武器など携行していないためゲーム開始時は技術点が低下しているが、戦闘の回数自体が少ないし、最終ボス以外はあまり強くない。
難度を上げる第1の原因は、本作品独自に設定された恐怖点である。ゲーム開始時は0だが、劇中で恐ろしい目に遭うと加算されていき、〈サイコロ1個の出目+6〉で決めた限界恐怖点に達するとショック死する。これは『クトゥルフの呼び声』の「正気度」に発想を得たものと思われるが、複雑すぎた『さまよえる宇宙船』の反省から簡素化が図られており、単に点数を加えていくだけの処理になっている。ただ、恐怖点加算の指示を回避するための判定が存在しないので、ホラー作品につきものの「怖いもの見たさ」を感じる余地もなくゲームオーバーになるのは作りが甘いところである。
第2の原因は、パラグラフ構成が巧妙で悪意に満ちているところにある。正解への道筋は簡単だが盲点をつくかたちになっており、そこを外れると決してクリアできない。ひとつ選択を誤ると死に至るうえ、その場合もしばらく話は続くのでどれが誤答だったのかがわかりづらい。どれを選んでも結局は不正解というパラグラフも多い。
これほど難度が高いのは、主人公がヒーローではなく無力な一般市民であり、英雄伝と恐怖映画の違いの表現を企図しているからである。
本作品は非常に難しいにもかかわらず再挑戦を促す魅力があり、シリーズ全体を通しても人気が高い。ここでのジャクソンは、ロールプレイングゲームではなくコンピュータ・アドベンチャーゲームの手法を取り入れており、解けるまで何度も繰り返すパズル性を前提としつつ、ゲームブックが読み物である点を活かしてストーリー面も膨らませている。イアン・リビングストンは『地獄の館』を指して「解くのが難しいほど喜ばれるようだ」と語っているが、それはゲームブック全般に当てはまるものではなく、ジャクソンの考えた方法がうまく機能したためだろうと安田均は見ている。

### 日本における展開
日本語版は1986年、安田均による訳で社会思想社の現代教養文庫より刊行された。
携帯電話アプリ版は、コンピュータゲーム開発者の佐野一直がタイトーとの共同運営による配信を行ったが、運営者間の不和や電話機の性能の問題が重なって成功には至らなかった。2007年からはデジタル・メディア・ラボにより難度を下げたアレンジ版を加える形でリメイクされ、同じ加賀電子系列のサイバーフロントが配信を行った。こちらは2012年2月29日に終了した。
2009年には、ホビージャパンのHJ文庫Gから『ハウス・オブ・ヘル』のタイトルで出版された。アプリ版同様にデジタル・メディア・ラボの翻訳だが、主人公をイギリスに留学中の日本人女子高生「マキ・ヒイラギ」として設定し、それに合わせて内容を一部改変している。たとえば原作では館で供せられる飲み物は赤ワインと白ワインだが、未成年のマキにはトマトジュースとミルクが出される。なお、ゲームにまったく関係のないマキのスリーサイズまで設定されている。

## あらすじ
地獄の館
激しい雨の夜、自動車を運転中にいつしか道に迷ってしまった。不意に現れた老人をはねてしまい、あわてて車から降りて周囲を探したが、死体はどこにも見つからない。やむなく車に戻ると、エンジンが故障していた。街から遠く離れた場所なので修理屋に駆け込むこともできない。途方に暮れる目の前にふと明かりがともる。ちょうど近くに館があったのだ。電話を借りようと足を向ける。その先に待つものも知らぬまま……。
ハウス・オブ・ヘル
友人から仮装パーティーに誘われたマキは、イギリスでは珍しいセーラー服を着て出向いた。しかし、なれなれしい男に言い寄られて憤慨したマキは会場を飛び出し、振り出した雨の中を歩く羽目になる。タクシーを捕まえた彼女は暖房を入れてもらい、気のゆるみからそのまま眠りこける。
気がつくとタクシーは人里はなれた場所に停車しており、運転手の姿は消えていた。何かよからぬことをされるのではないかと怯えたマキは、ちょうど近くにあった館に駆け込む。だが本当の恐怖は、その館の中に待ち受けていたのだ。

## 書誌情報
- 『地獄の館』社会思想社〈現代教養文庫〉、1986年6月。ISBN 4-390-11153-1
  - 著：スティーブ・ジャクソン / 表紙イラスト：イアン・ミラー / 本文イラスト：ティム・セル / 訳：安田均
- 『ハウス・オブ・ヘル』ホビージャパン〈HJ文庫G〉、2009年1月。ISBN 978-4-89425-808-2
  - 著：スティーブ・ジャクソン / イラスト：SK / 訳：デジタル・メディア・ラボ